# Traktat ustanawiający Konstytucję dla Europy
Traktat ustanawiający Konstytucję dla Europy (Wspólnoty Europejskiej) (TKE, Konstytucja dla Europy) – umowa międzynarodowa podpisana przez państwa członkowskie Unii Europejskiej 29 października 2004 w Rzymie. W związku z brakiem ratyfikacji przez wszystkie strony umowa nie weszła w życie.
Projekt Konstytucji dla Europy (Wspólnoty Europejskiej) został opracowany przez powołany specjalnie w tym celu Konwent Unii Europejskiej pod przewodnictwem Valéry’ego Giscarda d’Estaing. Efektem zakończonych 10 lipca 2003 r. prac Konwentu stał się liczący 278 stron dokument. Rada Europejska zatwierdziła projekt konstytucji z kilkoma zmianami dnia 18 czerwca roku 2004. Od tego momentu rozpoczął się proces jego ratyfikacji przez kraje członkowskie. 29 października 2004 roku przedstawiciele 25 krajów Unii Europejskiej podpisali Konstytucję w sali Horacjuszy i Kuriacjuszy w Rzymie. Przedstawiciele państw aspirujących do członkostwa z Bułgarii, Rumunii oraz Turcji podpisali jedynie akt końcowy.

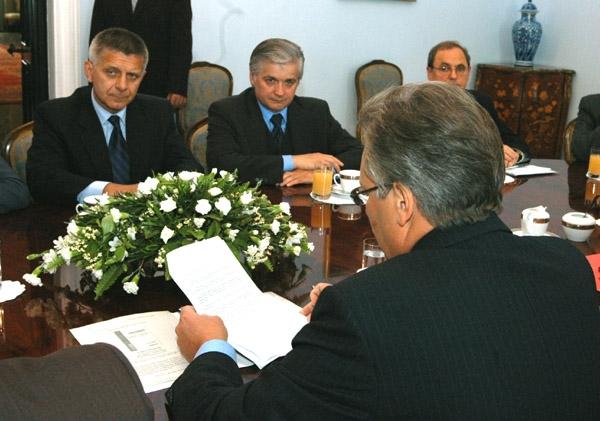
Konsultacje prezydenckie w Polsce na temat traktatu

## Treść Konstytucji
Traktat składa się z 4 części:
- Część I [bez tytułu] – zawiera podstawowe postanowienia dotyczące Unii i jej kompetencji, liczy 60 artykułów
- Część II – Karta Praw Podstawowych Unii
- Część III – Polityka i funkcjonowanie Unii – najobszerniejsza część, liczy 342 artykuły
- Część IV – Postanowienia ogólne i końcowe.

Poza tym dołączono kilka protokołów i deklaracji.
Konstytucja dla Europy miała wejść w życie zamiast dotychczasowych praw pierwotnych Unii. Uchylone miały zostać traktat rzymski (TWE) i traktat z Maastricht oraz wszystkie traktaty i akty je zmieniające i uzupełniające. Jednocześnie Unia Europejska miałaby uzyskać osobowość prawną. Ponadto w konstytucji dokonano wyraźnego podziału na kompetencje Unii, państw członkowskich oraz kompetencje dzielone.
Projekt miał prowadzić do wzmocnienia współpracy w sprawach wspólnej polityki zagranicznej i bezpieczeństwa m.in. projekt zakładał powołanie europejskiego Ministra Spraw Zagranicznych (Wielka Brytania, Polska i Hiszpania wolałyby, aby nosił on dotychczasowy tytuł Wysokiego Przedstawiciela). Poza tym przepisy konstytucji znosiły wymóg jednomyślności przy głosowaniach w sprawach dotyczących większości dziedzin wspólnej polityki unijnej.

## Konstytucja a Nicea
Traktat przewidywał zmianę sposobu głosowania w Radzie Ministrów (dawna nazwa Rady Unii Europejskiej). Do 31 października 2009 r. miały obowiązywać zasady zawarte w traktacie nicejskim. Po tej dacie planowano wprowadzenie głosowania podwójną większością: 55% większość państw reprezentujących co najmniej 65% ludności Unii. Tylko jeśli Rada działa bez wniosku Komisji lub inicjatywy ministra spraw zagranicznych wymagana miała być większość 72% krajów.
Nowy podział głosów odpowiadający dokładnie liczbie ludności miał być korzystniejszy dla największych państw UE. Co prawda Polska miała uzyskać procentowo większą liczbę głosów, niż przyznano jej w Nicei, jednak porównując np. indeksy siły Shapleya-Shubika dla poszczególnych krajów widać, że Polska miała stracić w stosunku do systemu nicejskiego możliwość blokowania niekorzystnych dla siebie decyzji, zyskać natomiast miały głównie kraje największe, zwłaszcza Niemcy.
Zwolennicy traktatu konstytucyjnego twierdzili, że korzystną zmianą jest rozbudowa instytucji europejskich, które działają dla dobra całej wspólnoty, a nie w partykularnym interesie poszczególnych krajów. Europa z konstytucją miała być bardziej sprawna i skuteczna w niesieniu pomocy biedniejszym państwom członkowskim.
Natomiast przeciwnicy traktatu uważali, że konstytucja odbiera obywatelom państw członkowskich prawo do samostanowienia, dając władzę instytucjom ponadnarodowym, nie posiadającym dostatecznej legitymacji demokratycznej. Urzędnicy z Brukseli według przeciwników nowego traktatu uzyskać mieli w ten sposób zbyt daleko idące możliwości pozwalające im na ingerowanie w suwerenne decyzje oraz życie poszczególnych narodów.

## Spory wokół konstytucji

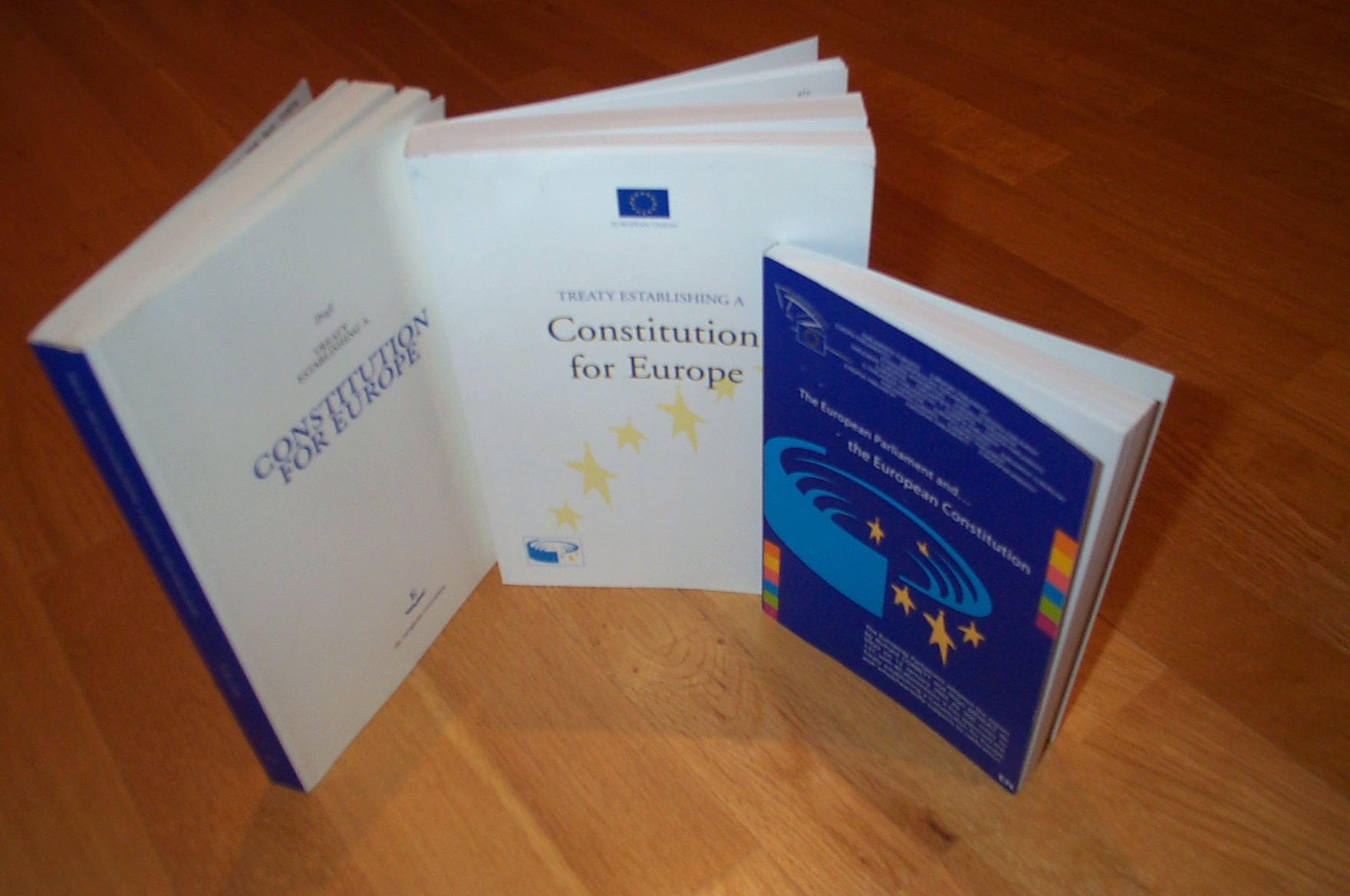
Angielskie wydanie Traktatu ustanawiającego Konstytucję dla Europy opublikowane przez Unię Europejską. Od lewej do prawej: wstępna wersja Konwencji Europejskiej; pełny raport z Konferencji Międzyrządowej (tekst podpisany przez przedstawicieli) z protokołami i załącznikami; wersja skrócona z rezolucją Parlamentu Europejskiego, ale bez protokołów i załączników udostępniany zwiedzającym w parlamencie. Dostępne są też wersje opublikowane w innych językach

W drugim półroczu roku 2003 prezydencję w Radzie UE objęły Włochy. Ich celem stało się doprowadzenie do przyjęcia nowego projektu konstytucji przez przywódców Unii. Wielu członków bardzo zaskoczył pomysł, że stworzony przez Konwent szkic ma być bez poprawek przyjęty jako Konstytucja UE. Wokół nowej idei zrodziła się grupa krajów, która chciała ją popierać. Były to Francja, Niemcy, Włochy oraz kilka mniejszych państw (Beneluks). W opozycji pozostały Polska, Hiszpania oraz wiele innych krajów. Głównym – choć nie jedynym – powodem konfliktu stał się podział głosów. Zgodnie z traktatem nicejskim oba sprzeciwiające się kraje miały mieć tylko dwa głosy mniej niż Niemcy. W nowej konstytucji siła głosu stała się proporcjonalna do liczby ludności.
Niektóre kraje obawiały się dążenia do utworzenia ściślejszej federacji europejskiej. Kraje neutralne (Austria) i prowadzące politykę neutralności (Szwecja, Finlandia) nie chciały włączyć się do projektu europejskich sił szybkiego reagowania, a Wielka Brytania była niechętna wspólnej polityce społecznej i podatkowej. Zgłaszała też sprzeciw wobec osobnego sztabu sił NATO i UZE.
Kolejnym kontrowersyjnym problemem stał się kształt Komisji Europejskiej. W projekcie Giscarda d’Estaing przewidziano jej redukcję do 15 członków w celu usprawnienia pracy rządu europejskiego. Spotkało się to z protestem mniejszych krajów niechętnie godzących się na utratę własnego komisarza. Polska popierała taktycznie zasadę „jeden kraj, jeden komisarz” – głównie w celu skłonienia małych państw do życzliwości wobec polskiego postulatu w sprawie sposobu liczenia głosów.
Wiele kontrowersji wywołała też kwestia preambuły. Pierwotnie Konwent proponował umieścić tam odniesienie do kultury starożytnych Greków i Rzymian oraz Rewolucji Francuskiej. Spotkało się to z krytyką kościołów, europejskiej chadecji oraz rządów wielu krajów członkowskich. Protestował też szef Komisji Europejskiej Romano Prodi. Ostatecznie stanęło na odwołaniu do „tradycji humanistycznej i religijnej” bez wymienienia konkretnego wyznania. Również ta forma nie usatysfakcjonowała zwolenników nawiązania do wartości chrześcijańskich w preambule. Bardzo mocno za odniesieniem do tradycji chrześcijańskiej opowiadał się Jan Paweł II oraz rządy Polski, Irlandii, Włoch, Portugalii, Hiszpanii, Litwy, Słowacji i Austrii. Skłonni byli je zaakceptować Niemcy, Czesi i Holendrzy. Zdecydowanie protestowali Belgowie, Francuzi i Duńczycy. Powoływano się na zasadę rozdziału kościoła od państwa oraz fakt, iż w przyszłości do Unii przystąpią takie kraje jak Turcja, Bośnia i Hercegowina oraz Albania.

## Szczyt w Brukseli
W dniach 12 oraz 13 grudnia roku 2003 przywódcy państw członkowskich Unii zebrali się w Brukseli, aby znaleźć wspólne stanowisko dotyczące konstytucji. Polskiej delegacji przewodniczył premier Leszek Miller. Hiszpania i Polska stwierdziły, że nowy podział głosów jest dla nich nie do przyjęcia, zgodnie z sejmową wypowiedzią Jana Rokity:
„Nicea albo śmierć!”
Hasło to zostało skwapliwie podchwycone przez rządy państw niechętnych polskim postulatom. Polska została oskarżona o brak woli do kompromisu i nieodpowiedzialne upieranie się przy swoim stanowisku. Napięcie na szczycie osiągnęło zenit 13 grudnia. O godzinie 14 premier Włoch Silvio Berlusconi ogłosił, że szczyt zakończył się fiaskiem. Za jego niepowodzenie powszechnie obwiniano Polskę i Hiszpanię, choć pojawiły się też głosy winiące nieudolne działania ekipy Berlusconiego. Media (szczególnie brytyjskie) podkreślały zaś nieugiętą postawę rządów Niemiec i Francji, która również nie sprzyjała kompromisowi.

## Prezydencja Irlandii
1 stycznia roku 2004 prezydencję Unii objęła Irlandia. Rząd Irlandii rozpoczął starania w celu obniżenia temperatury sporu. Dnia 11 marca 2004 islamscy terroryści dokonali zamachu w Madrycie zabijając prawie 200 Europejczyków. Kilka dni później Hiszpanie przy wyraźnie większej frekwencji zagłosowali na opozycyjną partię socjalistyczną. Nowy premier Hiszpanii José Luis Rodríguez Zapatero opowiedział się za kompromisem w sprawie mechanizmu głosowania zawartego w nowej konstytucji. Osamotniona Polska również ustąpiła. Pojawiło się kilka propozycji zmian. Dnia 1 maja roku 2004 Polska stała się członkiem UE, a premier Miller podał się do dymisji. Nowy rząd premiera Marka Belki mógł bez bagażu złych doświadczeń przystąpić do negocjacji. Odrzucono bezwzględną walkę o przepisy nicejskie. Polska domagała się podkreślenia w preambule konstytucji roli chrześcijaństwa w historii Europy.
Szczyt rozpoczął się 18 czerwca 2004 roku w Brukseli pod przewodnictwem premiera Irlandii, Bertie Ahern. Mimo pewnych obiekcji kompromisowy system głosowania przedstawiony przez Irlandię został zaakceptowany. Polskie propozycje dotyczące wpisania chrześcijaństwa zostały odrzucone przez laicką Francję. Przywódcy 25 krajów powiększonej UE zgodzili się na nowy system głosowania i traktat został zaakceptowany.
Kompromis dotyczący głosowania opierał się na zamianie poziomu większości. Projekt konwentu zakładał głosowanie podwójną większością 50% krajów reprezentujących 60% ludności. Była ona konieczna do przyjęcia unijnego prawa. Kompromis spowodował podniesienie tych progów do 55% krajów posiadających 65% ludności. Podniesiono również próg głosowania z 60% krajów do 72% dla sytuacji, gdy Rada Ministrów działa sama (tj. bez wniosku Komisji lub inicjatywy Ministra Spraw Zagranicznych). W projekcie napisano jednoznacznie, że decyzje dotyczące między innymi podatków, zabezpieczeń socjalnych, polityki zagranicznej oraz obrony mogą zapadać tylko jednomyślnie.

## Proces ratyfikacji
Aby konstytucja weszła w życie, konieczne było jej ratyfikowanie przez wszystkie 27 krajów członkowskich. Pierwotnie zakładano, że proces ten będzie trwać nawet dwa lata. Obecnie został on zamrożony. W zależności od prawa obowiązującego w poszczególnych państwach, ratyfikacji traktatu dokonywał parlament, prezydent lub naród w drodze referendum.
Większość państw członkowskich konstytucję ratyfikowała. Referenda odbyły się w Hiszpanii (wynik: TAK, 20 lutego 2005), we Francji (wynik: NIE, 29 maja 2005) i w Holandii (wynik: NIE, 1 czerwca 2005). Referenda były planowane też w Wielkiej Brytanii i w Polsce, jednak z uwagi na negatywne wyniki referendów we Francji i Holandii do zarządzenia ich nie doszło. W Niemczech i we Włoszech traktat został zaakceptowany przez parlament. Szczegóły pokazuje tabela poniżej.
W okresie ratyfikacji obawiano się odrzucenia treści traktatu konstytucyjnego z powodu politycznych sporów, czy hermetycznego języka, w którym dokument został napisany, co miało owocować trudnościami z wytłumaczeniem wyborcom sensu przepisów i spowodować, że referenda przerodzą się w serię plebiscytów dotyczących sympatii do Unii lub lokalnego rządu.

### Przebieg ratyfikacji
| Flaga/Wynik     | Dzień          | Rok       | Kraj            | Ciało decyzyjne      | Wynik                                             |
| --------------- | -------------- | --------- | --------------- | -------------------- | ------------------------------------------------- |
| Litwa           | 11 listopada   | 2004      | Litwa           | parlament            | Tak. 84 do 4                                      |
| Węgry           | 20 grudnia     | 2004      | Węgry           | parlament            | Tak. 322 do 12                                    |
| Unia Europejska | 12 stycznia    | 2005      | Unia Europejska | Parlament Europejski | Tak. 500 do 137                                   |
| Słowenia        | 1 lutego       | 2005      | Słowenia        | parlament            | Tak. 79 do 4                                      |
| Hiszpania       | 20 lutego      | 2005      | Hiszpania       | referendum           | Tak. 76,73% za, 17,20% przeciw, 42,32% frekwencja |
| Włochy          | 6 kwietnia     | 2005      | Włochy          | parlament            | Tak. 436 do 28                                    |
| Grecja          | 19 kwietnia    | 2005      | Grecja          | parlament            | Tak. 268 do 17                                    |
| Słowacja        | 11 maja        | 2005      | Słowacja        | parlament            | Tak. 116 do 27                                    |
| Bułgaria        | 11 maja        | 2005      | Bułgaria        | parlament            | Tak. 231 do 1                                     |
| Rumunia         | 17 maja        | 2005      | Rumunia         | parlament            | Tak. 434 do 0                                     |
| Austria         | 25 maja        | 2005      | Austria         | parlament            | Tak. 182 do 1                                     |
| Niemcy          | 27 maja        | 2005      | Niemcy          | parlament            | Tak. 569 do 23                                    |
| Francja         | 29 maja        | 2005      | Francja         | referendum           | Nie. 45,13% za, 54,87% przeciw, 69,9% frekwencja  |
| Holandia        | 1 czerwca      | 2005      | Holandia        | referendum           | Nie. 38,4% za, 61,6% przeciw, 62,38% frekwencja   |
| Łotwa           | 2 czerwca      | 2005      | Łotwa           | parlament            | Tak. 71 do 5                                      |
| Cypr            | 30 czerwca     | 2005      | Cypr            | parlament            | Tak. 30 do 19                                     |
| Malta           | 6 lipca        | 2005      | Malta           | parlament            | Tak. 65 do 0                                      |
| Luksemburg      | 10 lipca       | 2005      | Luksemburg      | referendum           | Tak. 56,52% za, 43,48% przeciw, 88% frekwencja    |
| Dania           | 25 września    | 2005      | Dania           | planowane referendum | nie odbyło się                                    |
| Polska          | 9 października | 2005      | Polska          | planowane referendum | nie odbyło się                                    |
| Portugalia      | 9 października | 2005      | Portugalia      | planowane referendum | nie odbyło się                                    |
| Irlandia        |                | 2005/2006 | Irlandia        | planowane referendum | nie odbyło się                                    |
| Belgia          | 8 lutego       | 2006      | Belgia          | parlament            | Tak                                               |
| Estonia         | 9 maja         | 2006      | Estonia         | parlament            | Tak. 73 do 1                                      |
| Finlandia       | 5 grudnia      | 2006      | Finlandia       | parlament            | Tak. 125 do 39                                    |
| Wielka Brytania |                | 2006      | Wielka Brytania | planowane referendum | nie odbyło się                                    |
| Czechy          |                | 2006      | Czechy          | planowane referendum | nie odbyło się                                    |

### Francja

#### Przygotowania do referendum
Data referendum ratyfikacyjnego we Francji została ogłoszona przez urząd prezydencki 4 marca 2005 roku.
Trybunał Konstytucyjny orzekł, że Konstytucja dla Europy jest niezgodna z Konstytucją Republiki Francuskiej. Zaproponowano odpowiednie poprawki mające ujednolicić oba dokumenty. Poprawki zostały przyjęte 28 lutego 2005 roku.

#### Kampania przedreferendalna
Początkowo sondaże opinii publicznej wyraźnie pokazywały, że zwolennicy konstytucji zwyciężą. Jednak od połowy marca do końca kwietnia sytuacja zaczęła się odwracać. Ostatni sondaż, który sygnalizował przewagę zwolenników traktatu, ukazał się 30 kwietnia 2005 roku.
W kampanię na rzecz konstytucji włączyły się trzy główne siły polityczne, czyli partie UMP, UDF i PS oraz prezydent Chirac. Socjaliści podkreślali, że konstytucja włącza do systemu unijnych traktatów Europejską Kartę Praw Podstawowych. Chirac twierdził, że nowy traktat będzie bronił Francję przed „brytyjskim liberalizmem”.
Przeciwnicy konstytucji pochodzili zarówno z lewej, jak i prawej strony sceny politycznej. Ci z lewicy twierdzili, że nowy traktat zmusi Francuzów do przyjęcia liberalnego modelu gospodarki opartego na wolnym rynku i konkurencji między przedsiębiorcami z całej Europy. Poglądy takie głosiła między innymi część polityków PS, zbuntowanych przeciw proeuropejskiemu stanowisku całej partii.
Na prawicy główne siły przeciwne ratyfikacji traktatu skupiły się wokół gaullistowskiego Ruchu dla Francji (MPF) oraz Frontu Narodowego. Politycy z tego nurtu twierdzili, że Francja nie powinna stawać się częścią europejskiego „superpaństwa”. Prawica przekonywała również, że dzięki konstytucji możliwa będzie akcesja Turcji do UE. Ostrzegali przed napływem muzułmańskich imigrantów mających odebrać Francji jej „chrześcijańskie korzenie” oraz „polskim hydraulikiem”.

#### Głosowanie
Wstępne wyniki referendum przeprowadzonego 29 maja 2005 wskazały, że Francuzi odrzucili Konstytucję dla Europy. Z ogółu głosujących 45,13% powiedziało tak, a 54,87% wybrało nie. Frekwencję oszacowano na ponad 69,9% uprawnionych do głosowania. Prezydent Chirac przyznał publicznie, że przegrał to referendum.

#### Skutki
Według zwolenników konstytucji opowiedzenie się przez Francuzów przeciw traktatowi miało spowodować osłabienie roli tego kraju w zjednoczonej Europie. Twierdzili oni, że nie ma żadnego Planu B. Rozwój Europy zostanie zawieszony, a przez najbliższe 10 lat obowiązywać będzie traktat nicejski. Przeciwnicy konstytucji twierdzący równocześnie, że popierają Unię, przekonywali o możliwej renegocjacji traktatu na bardziej dla Francji korzystny. Francuska klasa polityczna miała mieć duży problem z negatywnym wynikiem głosowania. Ogromne zróżnicowanie głosów przeciw oznaczało, że nie istniała taka możliwość zmiany w Konstytucji dla Europy, która wszystkich by zadowoliła. Politycznym skutkiem porażki rządu i prezydenta miała być ich polityczna emerytura. De facto jednak następnym prezydentem Francji został również zwolennik ruchu gaullistycznego.
Jednakże już w przypadku traktatu lizbońskiego, nie zapytano się wyborców o ich zdanie i nie przeprowadzono referendum.

### Holandia
Kilka dni po Francji, czyli 1 czerwca 2005 roku zaplanowano referendum w Holandii. Opozycja przeciwna traktatowi była w tym kraju jeszcze liczniejsza niż nad Sekwaną. Holendrzy czuli się zagrożeni imigracją z krajów islamskich. Rząd był niepopularny, a obywatele czuli się ignorowani. W efekcie głosowanie zakończyło klęską konstytucji, przeciw której głosowało 61,6% uprawnionych. Odrzucenie konstytucji oznaczało, że przywódcy Unii musieli zwołać spotkanie, aby ustalić jakiś plan B.

### Zamrożenie ratyfikacji
Prezydent Republiki Federalnej Niemiec, Horst Köhler odłożył zatwierdzenie ustawy ratyfikacyjnej na czas orzeczenia niemieckiego Federalnego Trybunału Konstytucyjnego o zgodności tego traktatu z niemiecką Ustawą Zasadniczą. Premier Wielkiej Brytanii Tony Blair ogłosił odwołanie planowanego referendum w sprawie konstytucji. Według wszystkich badań opinii publicznej byłoby ono skazane na pewne fiasko.
W czasie szczytu UE w Brukseli w czerwcu 2006 roku przywódcy państw członkowskich uzgodnili, że najpóźniej w drugiej połowie 2008 roku podejmą decyzję, w jakim stopniu zmienić projekt unijnej konstytucji. Przywódcy zachęcili osiem krajów, które wstrzymały ratyfikację po podwójnym francusko-holenderskim „nie” dla konstytucji, do ukończenia tego procesu.
Ogłoszony w czerwcu 2005 roku „okres refleksji” nad traktatem konstytucyjnym pokazał, że przyjęcie TKE w kształcie przyjętym w 2004 roku będzie praktycznie niemożliwe.
13 grudnia 2007 roku podpisano traktat lizboński, który miał na celu modyfikację dotychczasowych traktatów unijnych m.in. poprzez włączenie do nich części postanowień traktatu konstytucyjnego.